# Lista di asteroidi (236001-237000)
Di seguito una lista di asteroidi dal numero 236001 al 237000 con data di scoperta e scopritore.

## 236001-236100
| Nome     | Designazione provvisoria | Data di scoperta | Scopritore           |
| -------- | ------------------------ | ---------------- | -------------------- |
| 236001 - | 2005 GB23                | 1 aprile 2005    | LONEOS               |
| 236002 - | 2005 GW23                | 2 aprile 2005    | Mount Lemmon Survey  |
| 236003 - | 2005 GA24                | 2 aprile 2005    | Mount Lemmon Survey  |
| 236004 - | 2005 GE27                | 3 aprile 2005    | NEAT                 |
| 236005 - | 2005 GG29                | 4 aprile 2005    | Spacewatch           |
| 236006 - | 2005 GQ31                | 4 aprile 2005    | CSS                  |
| 236007 - | 2005 GA41                | 4 aprile 2005    | LINEAR               |
| 236008 - | 2005 GE45                | 5 aprile 2005    | NEAT                 |
| 236009 - | 2005 GC48                | 5 aprile 2005    | Mount Lemmon Survey  |
| 236010 - | 2005 GA71                | 4 aprile 2005    | Spacewatch           |
| 236011 - | 2005 GN72                | 4 aprile 2005    | CSS                  |
| 236012 - | 2005 GA78                | 6 aprile 2005    | CSS                  |
| 236013 - | 2005 GU80                | 7 aprile 2005    | Mount Lemmon Survey  |
| 236014 - | 2005 GC82                | 4 aprile 2005    | Spacewatch           |
| 236015 - | 2005 GM89                | 5 aprile 2005    | Mount Lemmon Survey  |
| 236016 - | 2005 GJ94                | 6 aprile 2005    | Spacewatch           |
| 236017 - | 2005 GD95                | 6 aprile 2005    | Spacewatch           |
| 236018 - | 2005 GV96                | 6 aprile 2005    | Mount Lemmon Survey  |
| 236019 - | 2005 GT98                | 7 aprile 2005    | Spacewatch           |
| 236020 - | 2005 GH105               | 10 aprile 2005   | Spacewatch           |
| 236021 - | 2005 GR112               | 6 aprile 2005    | Spacewatch           |
| 236022 - | 2005 GL121               | 5 aprile 2005    | Spacewatch           |
| 236023 - | 2005 GK122               | 6 aprile 2005    | Mount Lemmon Survey  |
| 236024 - | 2005 GQ128               | 3 aprile 2005    | Siding Spring Survey |
| 236025 - | 2005 GN133               | 10 aprile 2005   | Spacewatch           |
| 236026 - | 2005 GG139               | 12 aprile 2005   | Mount Lemmon Survey  |
| 236027 - | 2005 GM141               | 6 aprile 2005    | Spacewatch           |
| 236028 - | 2005 GZ147               | 11 aprile 2005   | Spacewatch           |
| 236029 - | 2005 GA152               | 12 aprile 2005   | Spacewatch           |
| 236030 - | 2005 GL154               | 9 aprile 2005    | LINEAR               |
| 236031 - | 2005 GV160               | 13 aprile 2005   | LONEOS               |
| 236032 - | 2005 GY166               | 11 aprile 2005   | Junk Bond            |
| 236033 - | 2005 GQ170               | 12 aprile 2005   | LINEAR               |
| 236034 - | 2005 GS170               | 12 aprile 2005   | LONEOS               |
| 236035 - | 2005 GA171               | 12 aprile 2005   | Mount Lemmon Survey  |
| 236036 - | 2005 GW171               | 13 aprile 2005   | LONEOS               |
| 236037 - | 2005 GD179               | 12 aprile 2005   | LONEOS               |
| 236038 - | 2005 GW179               | 5 aprile 2005    | CSS                  |
| 236039 - | 2005 GJ181               | 12 aprile 2005   | Spacewatch           |
| 236040 - | 2005 GP182               | 1 aprile 2005    | Spacewatch           |
| 236041 - | 2005 GN210               | 12 aprile 2005   | LONEOS               |
| 236042 - | 2005 GA220               | 4 aprile 2005    | Mount Lemmon Survey  |
| 236043 - | 2005 GU221               | 7 aprile 2005    | Spacewatch           |
| 236044 - | 2005 GG222               | 9 aprile 2005    | Spacewatch           |
| 236045 - | 2005 HU1                 | 16 aprile 2005   | Jarnac               |
| 236046 - | 2005 HC2                 | 16 aprile 2005   | Spacewatch           |
| 236047 - | 2005 HL7                 | 30 aprile 2005   | Spacewatch           |
| 236048 - | 2005 JV2                 | 3 maggio 2005    | Spacewatch           |
| 236049 - | 2005 JO4                 | 1 maggio 2005    | Spacewatch           |
| 236050 - | 2005 JL5                 | 6 maggio 2005    | CSS                  |
| 236051 - | 2005 JV13                | 1 maggio 2005    | NEAT                 |
| 236052 - | 2005 JQ19                | 4 maggio 2005    | Spacewatch           |
| 236053 - | 2005 JJ20                | 4 maggio 2005    | CSS                  |
| 236054 - | 2005 JJ22                | 8 maggio 2005    | Lowe, A.             |
| 236055 - | 2005 JD23                | 2 maggio 2005    | Spacewatch           |
| 236056 - | 2005 JK23                | 2 maggio 2005    | Bickel, W.           |
| 236057 - | 2005 JN26                | 3 maggio 2005    | Spacewatch           |
| 236058 - | 2005 JE29                | 3 maggio 2005    | Spacewatch           |
| 236059 - | 2005 JH38                | 6 maggio 2005    | Spacewatch           |
| 236060 - | 2005 JY46                | 3 maggio 2005    | Spacewatch           |
| 236061 - | 2005 JF64                | 10 maggio 2005   | Lowe, A.             |
| 236062 - | 2005 JV64                | 4 maggio 2005    | Spacewatch           |
| 236063 - | 2005 JB67                | 4 maggio 2005    | CSS                  |
| 236064 - | 2005 JA71                | 7 maggio 2005    | CSS                  |
| 236065 - | 2005 JZ76                | 9 maggio 2005    | CSS                  |
| 236066 - | 2005 JU80                | 9 maggio 2005    | CSS                  |
| 236067 - | 2005 JQ84                | 8 maggio 2005    | CSS                  |
| 236068 - | 2005 JV88                | 10 maggio 2005   | CSS                  |
| 236069 - | 2005 JZ98                | 9 maggio 2005    | Mount Lemmon Survey  |
| 236070 - | 2005 JT100               | 9 maggio 2005    | LONEOS               |
| 236071 - | 2005 JU102               | 9 maggio 2005    | CSS                  |
| 236072 - | 2005 JK121               | 10 maggio 2005   | Spacewatch           |
| 236073 - | 2005 JK122               | 11 maggio 2005   | NEAT                 |
| 236074 - | 2005 JW126               | 12 maggio 2005   | Mount Lemmon Survey  |
| 236075 - | 2005 JH136               | 11 maggio 2005   | CSS                  |
| 236076 - | 2005 JR137               | 13 maggio 2005   | Spacewatch           |
| 236077 - | 2005 JM148               | 6 maggio 2005    | CSS                  |
| 236078 - | 2005 JF150               | 3 maggio 2005    | Spacewatch           |
| 236079 - | 2005 JK158               | 6 maggio 2005    | CSS                  |
| 236080 - | 2005 JZ158               | 7 maggio 2005    | Spacewatch           |
| 236081 - | 2005 JY160               | 8 maggio 2005    | Spacewatch           |
| 236082 - | 2005 JE176               | 4 maggio 2005    | CSS                  |
| 236083 - | 2005 JA185               | 1 maggio 2005    | Siding Spring Survey |
| 236084 - | 2005 KJ                  | 16 maggio 2005   | Spacewatch           |
| 236085 - | 2005 KO3                 | 17 maggio 2005   | Mount Lemmon Survey  |
| 236086 - | 2005 KW11                | 29 maggio 2005   | Broughton, J.        |
| 236087 - | 2005 LH2                 | 2 giugno 2005    | CSS                  |
| 236088 - | 2005 LZ10                | 3 giugno 2005    | Spacewatch           |
| 236089 - | 2005 LB41                | 10 giugno 2005   | Spacewatch           |
| 236090 - | 2005 LM45                | 13 giugno 2005   | Spacewatch           |
| 236091 - | 2005 LO51                | 14 giugno 2005   | Spacewatch           |
| 236092 - | 2005 MN10                | 27 giugno 2005   | Spacewatch           |
| 236093 - | 2005 MQ10                | 27 giugno 2005   | Spacewatch           |
| 236094 - | 2005 MV34                | 29 giugno 2005   | NEAT                 |
| 236095 - | 2005 NB                  | 1 luglio 2005    | LINEAR               |
| 236096 - | 2005 NM36                | 6 luglio 2005    | Spacewatch           |
| 236097 - | 2005 NS88                | 4 luglio 2005    | Mount Lemmon Survey  |
| 236098 - | 2005 OD8                 | 30 luglio 2005   | LINEAR               |
| 236099 - | 2005 OV28                | 27 luglio 2005   | Siding Spring Survey |
| 236100 - | 2005 PY14                | 4 agosto 2005    | NEAT                 |

## 236101-236200
| Nome                   | Designazione provvisoria | Data di scoperta  | Scopritore           |
| ---------------------- | ------------------------ | ----------------- | -------------------- |
| 236101 -               | 2005 QK2                 | 24 agosto 2005    | NEAT                 |
| 236102 -               | 2005 QQ51                | 27 agosto 2005    | Spacewatch           |
| 236103 -               | 2005 QQ53                | 28 agosto 2005    | Spacewatch           |
| 236104 -               | 2005 QJ71                | 29 agosto 2005    | LINEAR               |
| 236105 -               | 2005 QJ75                | 29 agosto 2005    | Spacewatch           |
| 236106 -               | 2005 QU84                | 30 agosto 2005    | LINEAR               |
| 236107 -               | 2005 QE94                | 27 agosto 2005    | NEAT                 |
| 236108 -               | 2005 QB96                | 27 agosto 2005    | NEAT                 |
| 236109 -               | 2005 QG113               | 27 agosto 2005    | NEAT                 |
| 236110 -               | 2005 QO190               | 28 agosto 2005    | Siding Spring Survey |
| 236111 Wolfgangbüttner | 2005 RW4                 | 7 settembre 2005  | Fiedler, M.          |
| 236112 -               | 2005 SP7                 | 24 settembre 2005 | Spacewatch           |
| 236113 -               | 2005 SC21                | 26 settembre 2005 | Tucker, R. A.        |
| 236114 -               | 2005 SL61                | 26 settembre 2005 | Spacewatch           |
| 236115 -               | 2005 SZ103               | 25 settembre 2005 | NEAT                 |
| 236116 -               | 2005 SX104               | 25 settembre 2005 | NEAT                 |
| 236117 -               | 2005 SA112               | 26 settembre 2005 | NEAT                 |
| 236118 -               | 2005 SJ116               | 27 settembre 2005 | Spacewatch           |
| 236119 -               | 2005 SE124               | 29 settembre 2005 | LONEOS               |
| 236120 -               | 2005 SS137               | 24 settembre 2005 | Spacewatch           |
| 236121 -               | 2005 SZ143               | 25 settembre 2005 | Spacewatch           |
| 236122 -               | 2005 SQ151               | 25 settembre 2005 | Spacewatch           |
| 236123 -               | 2005 SQ157               | 26 settembre 2005 | Spacewatch           |
| 236124 -               | 2005 SZ190               | 29 settembre 2005 | Tucker, R. A.        |
| 236125 -               | 2005 SA215               | 30 settembre 2005 | CSS                  |
| 236126 -               | 2005 SB272               | 27 settembre 2005 | LINEAR               |
| 236127 -               | 2005 SH291               | 23 settembre 2005 | Spacewatch           |
| 236128 -               | 2005 TK14                | 2 ottobre 2005    | NEAT                 |
| 236129 Oysterbay       | 2005 TJ17                | 1 ottobre 2005    | CSS                  |
| 236130 -               | 2005 TW24                | 1 ottobre 2005    | Mount Lemmon Survey  |
| 236131 -               | 2005 TM29                | 2 ottobre 2005    | LONEOS               |
| 236132 -               | 2005 TB40                | 1 ottobre 2005    | Spacewatch           |
| 236133 -               | 2005 TC45                | 5 ottobre 2005    | Mount Lemmon Survey  |
| 236134 -               | 2005 TX57                | 1 ottobre 2005    | Mount Lemmon Survey  |
| 236135 -               | 2005 TE112               | 7 ottobre 2005    | Spacewatch           |
| 236136 -               | 2005 TH168               | 9 ottobre 2005    | Spacewatch           |
| 236137 -               | 2005 TN180               | 1 ottobre 2005    | Spacewatch           |
| 236138 -               | 2005 UJ4                 | 25 ottobre 2005   | Tucker, R. A.        |
| 236139 -               | 2005 UE17                | 22 ottobre 2005   | Spacewatch           |
| 236140 -               | 2005 US18                | 22 ottobre 2005   | Spacewatch           |
| 236141 -               | 2005 UG52                | 23 ottobre 2005   | CSS                  |
| 236142 -               | 2005 UC64                | 25 ottobre 2005   | CSS                  |
| 236143 -               | 2005 UM96                | 22 ottobre 2005   | Spacewatch           |
| 236144 -               | 2005 UU103               | 22 ottobre 2005   | Spacewatch           |
| 236145 -               | 2005 UK105               | 22 ottobre 2005   | Spacewatch           |
| 236146 -               | 2005 UA109               | 22 ottobre 2005   | NEAT                 |
| 236147 -               | 2005 UG151               | 26 ottobre 2005   | Spacewatch           |
| 236148 -               | 2005 UT152               | 26 ottobre 2005   | Spacewatch           |
| 236149 -               | 2005 UD171               | 24 ottobre 2005   | Spacewatch           |
| 236150 -               | 2005 UN177               | 24 ottobre 2005   | Spacewatch           |
| 236151 -               | 2005 UU199               | 25 ottobre 2005   | Spacewatch           |
| 236152 -               | 2005 UF222               | 25 ottobre 2005   | Spacewatch           |
| 236153 -               | 2005 UC233               | 25 ottobre 2005   | Spacewatch           |
| 236154 -               | 2005 UM245               | 25 ottobre 2005   | Spacewatch           |
| 236155 -               | 2005 UL251               | 23 ottobre 2005   | NEAT                 |
| 236156 -               | 2005 UL291               | 26 ottobre 2005   | Spacewatch           |
| 236157 -               | 2005 UB344               | 29 ottobre 2005   | Spacewatch           |
| 236158 -               | 2005 UY353               | 29 ottobre 2005   | CSS                  |
| 236159 -               | 2005 UR355               | 29 ottobre 2005   | Mount Lemmon Survey  |
| 236160 -               | 2005 UM371               | 27 ottobre 2005   | Mount Lemmon Survey  |
| 236161 -               | 2005 UQ409               | 31 ottobre 2005   | LINEAR               |
| 236162 -               | 2005 UE427               | 28 ottobre 2005   | Spacewatch           |
| 236163 -               | 2005 UW432               | 28 ottobre 2005   | Mount Lemmon Survey  |
| 236164 -               | 2005 UU445               | 31 ottobre 2005   | Mount Lemmon Survey  |
| 236165 -               | 2005 UR453               | 29 ottobre 2005   | Mount Lemmon Survey  |
| 236166 -               | 2005 UN454               | 26 ottobre 2005   | LONEOS               |
| 236167 -               | 2005 US459               | 27 ottobre 2005   | Mount Lemmon Survey  |
| 236168 -               | 2005 UF461               | 28 ottobre 2005   | Mount Lemmon Survey  |
| 236169 -               | 2005 UD473               | 30 ottobre 2005   | Mount Lemmon Survey  |
| 236170 Cholnoky        | 2005 VP7                 | 9 novembre 2005   | Sárneczky, K.        |
| 236171 -               | 2005 VK14                | 3 novembre 2005   | LINEAR               |
| 236172 -               | 2005 VY29                | 4 novembre 2005   | Spacewatch           |
| 236173 -               | 2005 VU32                | 4 novembre 2005   | Spacewatch           |
| 236174 -               | 2005 VV32                | 4 novembre 2005   | Spacewatch           |
| 236175 -               | 2005 VD37                | 3 novembre 2005   | CSS                  |
| 236176 -               | 2005 VP38                | 3 novembre 2005   | Mount Lemmon Survey  |
| 236177 -               | 2005 VS56                | 4 novembre 2005   | Mount Lemmon Survey  |
| 236178 -               | 2005 VS60                | 5 novembre 2005   | Spacewatch           |
| 236179 -               | 2005 VN78                | 6 novembre 2005   | LONEOS               |
| 236180 -               | 2005 VT80                | 5 novembre 2005   | LINEAR               |
| 236181 -               | 2005 VP81                | 5 novembre 2005   | Spacewatch           |
| 236182 -               | 2005 VB116               | 11 novembre 2005  | Spacewatch           |
| 236183 -               | 2005 VC119               | 4 novembre 2005   | Spacewatch           |
| 236184 -               | 2005 WX3                 | 23 novembre 2005  | LINEAR               |
| 236185 -               | 2005 WV4                 | 17 novembre 2005  | NEAT                 |
| 236186 -               | 2005 WN15                | 22 novembre 2005  | Spacewatch           |
| 236187 -               | 2005 WG18                | 22 novembre 2005  | Spacewatch           |
| 236188 -               | 2005 WD33                | 21 novembre 2005  | CSS                  |
| 236189 -               | 2005 WK36                | 22 novembre 2005  | Spacewatch           |
| 236190 -               | 2005 WT38                | 22 novembre 2005  | Spacewatch           |
| 236191 -               | 2005 WM40                | 25 novembre 2005  | Mount Lemmon Survey  |
| 236192 -               | 2005 WD43                | 21 novembre 2005  | Spacewatch           |
| 236193 -               | 2005 WC47                | 25 novembre 2005  | Spacewatch           |
| 236194 -               | 2005 WD57                | 20 novembre 2005  | Sposetti, S.         |
| 236195 -               | 2005 WX58                | 30 novembre 2005  | Spacewatch           |
| 236196 -               | 2005 WY58                | 30 novembre 2005  | LINEAR               |
| 236197 -               | 2005 WM71                | 21 novembre 2005  | Spacewatch           |
| 236198 -               | 2005 WY78                | 25 novembre 2005  | Spacewatch           |
| 236199 -               | 2005 WJ79                | 25 novembre 2005  | Spacewatch           |
| 236200 -               | 2005 WA80                | 25 novembre 2005  | Spacewatch           |

## 236201-236300
| Nome              | Designazione provvisoria | Data di scoperta | Scopritore          |
| ----------------- | ------------------------ | ---------------- | ------------------- |
| 236201 -          | 2005 WF81                | 26 novembre 2005 | Mount Lemmon Survey |
| 236202 -          | 2005 WK91                | 28 novembre 2005 | CSS                 |
| 236203 -          | 2005 WU101               | 29 novembre 2005 | LINEAR              |
| 236204 -          | 2005 WL104               | 28 novembre 2005 | CSS                 |
| 236205 -          | 2005 WJ106               | 25 novembre 2005 | Spacewatch          |
| 236206 -          | 2005 WB118               | 28 novembre 2005 | CSS                 |
| 236207 -          | 2005 WJ119               | 28 novembre 2005 | LINEAR              |
| 236208 -          | 2005 WS121               | 30 novembre 2005 | LINEAR              |
| 236209 -          | 2005 WT122               | 25 novembre 2005 | Mount Lemmon Survey |
| 236210 -          | 2005 WC144               | 30 novembre 2005 | Spacewatch          |
| 236211 -          | 2005 WZ150               | 28 novembre 2005 | LINEAR              |
| 236212 -          | 2005 WW156               | 30 novembre 2005 | LINEAR              |
| 236213 -          | 2005 WW157               | 25 novembre 2005 | Mount Lemmon Survey |
| 236214 -          | 2005 WZ157               | 26 novembre 2005 | LINEAR              |
| 236215 -          | 2005 WQ166               | 29 novembre 2005 | Mount Lemmon Survey |
| 236216 -          | 2005 WQ171               | 30 novembre 2005 | Spacewatch          |
| 236217 -          | 2005 WB176               | 30 novembre 2005 | Spacewatch          |
| 236218 -          | 2005 WT176               | 30 novembre 2005 | Spacewatch          |
| 236219 -          | 2005 WX183               | 28 novembre 2005 | LINEAR              |
| 236220 -          | 2005 WJ184               | 28 novembre 2005 | LINEAR              |
| 236221 -          | 2005 WP188               | 30 novembre 2005 | Spacewatch          |
| 236222 -          | 2005 WT193               | 28 novembre 2005 | LINEAR              |
| 236223 -          | 2005 WA202               | 29 novembre 2005 | Spacewatch          |
| 236224 -          | 2005 XE2                 | 1 dicembre 2005  | LINEAR              |
| 236225 -          | 2005 XE29                | 2 dicembre 2005  | LINEAR              |
| 236226 -          | 2005 XL55                | 5 dicembre 2005  | CSS                 |
| 236227 -          | 2005 XP61                | 4 dicembre 2005  | Spacewatch          |
| 236228 -          | 2005 XK67                | 5 dicembre 2005  | Mount Lemmon Survey |
| 236229 -          | 2005 XC69                | 6 dicembre 2005  | Spacewatch          |
| 236230 -          | 2005 XM75                | 6 dicembre 2005  | Spacewatch          |
| 236231 -          | 2005 XX79                | 6 dicembre 2005  | Spacewatch          |
| 236232 Joshalbers | 2005 XD112               | 2 dicembre 2005  | Buie, M. W.         |
| 236233 -          | 2005 YT4                 | 21 dicembre 2005 | Spacewatch          |
| 236234 -          | 2005 YJ18                | 23 dicembre 2005 | Spacewatch          |
| 236235 -          | 2005 YT28                | 22 dicembre 2005 | Spacewatch          |
| 236236 -          | 2005 YB37                | 26 dicembre 2005 | Yeung, W. K. Y.     |
| 236237 -          | 2005 YJ42                | 24 dicembre 2005 | Spacewatch          |
| 236238 -          | 2005 YU47                | 26 dicembre 2005 | CSS                 |
| 236239 -          | 2005 YF49                | 22 dicembre 2005 | Spacewatch          |
| 236240 -          | 2005 YX51                | 26 dicembre 2005 | Mount Lemmon Survey |
| 236241 -          | 2005 YA52                | 26 dicembre 2005 | Mount Lemmon Survey |
| 236242 -          | 2005 YH66                | 25 dicembre 2005 | Spacewatch          |
| 236243 -          | 2005 YQ76                | 24 dicembre 2005 | Spacewatch          |
| 236244 -          | 2005 YL89                | 26 dicembre 2005 | Mount Lemmon Survey |
| 236245 -          | 2005 YD90                | 26 dicembre 2005 | Mount Lemmon Survey |
| 236246 -          | 2005 YE91                | 26 dicembre 2005 | Mount Lemmon Survey |
| 236247 -          | 2005 YH91                | 26 dicembre 2005 | Mount Lemmon Survey |
| 236248 -          | 2005 YT92                | 27 dicembre 2005 | Mount Lemmon Survey |
| 236249 -          | 2005 YS97                | 24 dicembre 2005 | Spacewatch          |
| 236250 -          | 2005 YB113               | 25 dicembre 2005 | Mount Lemmon Survey |
| 236251 -          | 2005 YM113               | 25 dicembre 2005 | Spacewatch          |
| 236252 -          | 2005 YR119               | 27 dicembre 2005 | Spacewatch          |
| 236253 -          | 2005 YQ125               | 26 dicembre 2005 | Spacewatch          |
| 236254 -          | 2005 YS135               | 26 dicembre 2005 | Spacewatch          |
| 236255 -          | 2005 YO141               | 28 dicembre 2005 | Mount Lemmon Survey |
| 236256 -          | 2005 YX141               | 28 dicembre 2005 | Mount Lemmon Survey |
| 236257 -          | 2005 YK143               | 28 dicembre 2005 | Mount Lemmon Survey |
| 236258 -          | 2005 YX143               | 28 dicembre 2005 | Mount Lemmon Survey |
| 236259 -          | 2005 YF144               | 28 dicembre 2005 | Mount Lemmon Survey |
| 236260 -          | 2005 YC150               | 25 dicembre 2005 | Spacewatch          |
| 236261 -          | 2005 YD153               | 28 dicembre 2005 | Mount Lemmon Survey |
| 236262 -          | 2005 YQ153               | 29 dicembre 2005 | LINEAR              |
| 236263 -          | 2005 YV153               | 29 dicembre 2005 | LINEAR              |
| 236264 -          | 2005 YX163               | 28 dicembre 2005 | Spacewatch          |
| 236265 -          | 2005 YR164               | 29 dicembre 2005 | Spacewatch          |
| 236266 -          | 2005 YS181               | 24 dicembre 2005 | LINEAR              |
| 236267 -          | 2005 YC182               | 29 dicembre 2005 | LINEAR              |
| 236268 -          | 2005 YJ184               | 27 dicembre 2005 | Spacewatch          |
| 236269 -          | 2005 YN191               | 30 dicembre 2005 | Spacewatch          |
| 236270 -          | 2005 YZ192               | 30 dicembre 2005 | Spacewatch          |
| 236271 -          | 2005 YK193               | 30 dicembre 2005 | Spacewatch          |
| 236272 -          | 2005 YL196               | 24 dicembre 2005 | Spacewatch          |
| 236273 -          | 2005 YB204               | 25 dicembre 2005 | Mount Lemmon Survey |
| 236274 -          | 2005 YB225               | 25 dicembre 2005 | Spacewatch          |
| 236275 -          | 2005 YG241               | 29 dicembre 2005 | Spacewatch          |
| 236276 -          | 2005 YU243               | 30 dicembre 2005 | Spacewatch          |
| 236277 -          | 2005 YS247               | 30 dicembre 2005 | Spacewatch          |
| 236278 -          | 2005 YE251               | 28 dicembre 2005 | Spacewatch          |
| 236279 -          | 2005 YM268               | 25 dicembre 2005 | Mount Lemmon Survey |
| 236280 -          | 2005 YH291               | 26 dicembre 2005 | Mount Lemmon Survey |
| 236281 -          | 2006 AH1                 | 2 gennaio 2006   | Mount Lemmon Survey |
| 236282 -          | 2006 AF11                | 4 gennaio 2006   | Mount Lemmon Survey |
| 236283 -          | 2006 AL11                | 4 gennaio 2006   | CSS                 |
| 236284 -          | 2006 AV12                | 5 gennaio 2006   | CSS                 |
| 236285 -          | 2006 AF14                | 5 gennaio 2006   | Mount Lemmon Survey |
| 236286 -          | 2006 AY37                | 4 gennaio 2006   | Spacewatch          |
| 236287 -          | 2006 AD38                | 6 gennaio 2006   | Mount Lemmon Survey |
| 236288 -          | 2006 AQ43                | 7 gennaio 2006   | Spacewatch          |
| 236289 -          | 2006 AW52                | 5 gennaio 2006   | Spacewatch          |
| 236290 -          | 2006 AP55                | 5 gennaio 2006   | Spacewatch          |
| 236291 -          | 2006 AC56                | 6 gennaio 2006   | Mount Lemmon Survey |
| 236292 -          | 2006 AD57                | 8 gennaio 2006   | LONEOS              |
| 236293 -          | 2006 AF57                | 8 gennaio 2006   | Spacewatch          |
| 236294 -          | 2006 AS63                | 6 gennaio 2006   | Mount Lemmon Survey |
| 236295 -          | 2006 AE66                | 8 gennaio 2006   | Mount Lemmon Survey |
| 236296 -          | 2006 AU71                | 6 gennaio 2006   | Spacewatch          |
| 236297 -          | 2006 AR73                | 8 gennaio 2006   | Mount Lemmon Survey |
| 236298 -          | 2006 AK74                | 5 gennaio 2006   | LONEOS              |
| 236299 -          | 2006 AC78                | 8 gennaio 2006   | Mount Lemmon Survey |
| 236300 -          | 2006 AH91                | 7 gennaio 2006   | Spacewatch          |

## 236301-236400
| Nome             | Designazione provvisoria | Data di scoperta | Scopritore          |
| ---------------- | ------------------------ | ---------------- | ------------------- |
| 236301 -         | 2006 AA96                | 10 gennaio 2006  | Spacewatch          |
| 236302 -         | 2006 AA98                | 4 gennaio 2006   | Spacewatch          |
| 236303 -         | 2006 AT100               | 6 gennaio 2006   | Spacewatch          |
| 236304 -         | 2006 AJ106               | 10 gennaio 2006  | Mount Lemmon Survey |
| 236305 Adamriess | 2006 BU                  | 19 gennaio 2006  | Casulli, V. S.      |
| 236306 -         | 2006 BM1                 | 20 gennaio 2006  | Spacewatch          |
| 236307 -         | 2006 BF9                 | 24 gennaio 2006  | Sárneczky, K.       |
| 236308 -         | 2006 BH9                 | 18 gennaio 2006  | CSS                 |
| 236309 -         | 2006 BL9                 | 21 gennaio 2006  | LONEOS              |
| 236310 -         | 2006 BU20                | 22 gennaio 2006  | Mount Lemmon Survey |
| 236311 -         | 2006 BX21                | 22 gennaio 2006  | Mount Lemmon Survey |
| 236312 -         | 2006 BV22                | 22 gennaio 2006  | Mount Lemmon Survey |
| 236313 -         | 2006 BA24                | 23 gennaio 2006  | LINEAR              |
| 236314 -         | 2006 BA32                | 20 gennaio 2006  | Spacewatch          |
| 236315 -         | 2006 BJ34                | 21 gennaio 2006  | Spacewatch          |
| 236316 -         | 2006 BO38                | 23 gennaio 2006  | Mount Lemmon Survey |
| 236317 -         | 2006 BR45                | 23 gennaio 2006  | Mount Lemmon Survey |
| 236318 -         | 2006 BF47                | 24 gennaio 2006  | LINEAR              |
| 236319 -         | 2006 BL54                | 25 gennaio 2006  | Spacewatch          |
| 236320 -         | 2006 BO56                | 22 gennaio 2006  | Mount Lemmon Survey |
| 236321 -         | 2006 BR61                | 22 gennaio 2006  | CSS                 |
| 236322 -         | 2006 BS71                | 23 gennaio 2006  | Spacewatch          |
| 236323 -         | 2006 BF81                | 23 gennaio 2006  | Spacewatch          |
| 236324 -         | 2006 BK81                | 23 gennaio 2006  | Spacewatch          |
| 236325 -         | 2006 BK82                | 23 gennaio 2006  | Mount Lemmon Survey |
| 236326 -         | 2006 BR82                | 24 gennaio 2006  | Spacewatch          |
| 236327 -         | 2006 BG84                | 25 gennaio 2006  | Spacewatch          |
| 236328 -         | 2006 BW87                | 25 gennaio 2006  | Spacewatch          |
| 236329 -         | 2006 BD90                | 25 gennaio 2006  | Spacewatch          |
| 236330 -         | 2006 BA92                | 26 gennaio 2006  | Mount Lemmon Survey |
| 236331 -         | 2006 BF93                | 26 gennaio 2006  | Spacewatch          |
| 236332 -         | 2006 BT93                | 26 gennaio 2006  | Spacewatch          |
| 236333 -         | 2006 BF95                | 26 gennaio 2006  | Spacewatch          |
| 236334 -         | 2006 BE102               | 23 gennaio 2006  | Mount Lemmon Survey |
| 236335 -         | 2006 BZ111               | 25 gennaio 2006  | Spacewatch          |
| 236336 -         | 2006 BA117               | 26 gennaio 2006  | Spacewatch          |
| 236337 -         | 2006 BF117               | 26 gennaio 2006  | Spacewatch          |
| 236338 -         | 2006 BF119               | 26 gennaio 2006  | Spacewatch          |
| 236339 -         | 2006 BV125               | 26 gennaio 2006  | Spacewatch          |
| 236340 -         | 2006 BW125               | 26 gennaio 2006  | CSS                 |
| 236341 -         | 2006 BG126               | 26 gennaio 2006  | Spacewatch          |
| 236342 -         | 2006 BQ127               | 26 gennaio 2006  | Spacewatch          |
| 236343 -         | 2006 BV131               | 26 gennaio 2006  | Spacewatch          |
| 236344 -         | 2006 BM132               | 26 gennaio 2006  | Spacewatch          |
| 236345 -         | 2006 BR135               | 27 gennaio 2006  | Mount Lemmon Survey |
| 236346 -         | 2006 BT138               | 28 gennaio 2006  | Mount Lemmon Survey |
| 236347 -         | 2006 BX140               | 23 gennaio 2006  | Spacewatch          |
| 236348 -         | 2006 BA154               | 25 gennaio 2006  | LONEOS              |
| 236349 -         | 2006 BC156               | 25 gennaio 2006  | Spacewatch          |
| 236350 -         | 2006 BP156               | 25 gennaio 2006  | Spacewatch          |
| 236351 -         | 2006 BB157               | 25 gennaio 2006  | Spacewatch          |
| 236352 -         | 2006 BE157               | 25 gennaio 2006  | Spacewatch          |
| 236353 -         | 2006 BB162               | 26 gennaio 2006  | CSS                 |
| 236354 -         | 2006 BJ166               | 26 gennaio 2006  | Mount Lemmon Survey |
| 236355 -         | 2006 BY166               | 26 gennaio 2006  | Mount Lemmon Survey |
| 236356 -         | 2006 BE179               | 27 gennaio 2006  | Mount Lemmon Survey |
| 236357 -         | 2006 BH184               | 28 gennaio 2006  | Mount Lemmon Survey |
| 236358 -         | 2006 BV189               | 28 gennaio 2006  | Spacewatch          |
| 236359 -         | 2006 BE194               | 30 gennaio 2006  | Spacewatch          |
| 236360 -         | 2006 BM197               | 30 gennaio 2006  | Spacewatch          |
| 236361 -         | 2006 BR197               | 30 gennaio 2006  | Spacewatch          |
| 236362 -         | 2006 BG209               | 31 gennaio 2006  | Mount Lemmon Survey |
| 236363 -         | 2006 BK219               | 28 gennaio 2006  | Mount Lemmon Survey |
| 236364 -         | 2006 BK220               | 30 gennaio 2006  | Spacewatch          |
| 236365 -         | 2006 BM237               | 31 gennaio 2006  | Spacewatch          |
| 236366 -         | 2006 BL250               | 31 gennaio 2006  | Spacewatch          |
| 236367 -         | 2006 BM255               | 31 gennaio 2006  | Spacewatch          |
| 236368 -         | 2006 BY256               | 31 gennaio 2006  | Spacewatch          |
| 236369 -         | 2006 BT267               | 26 gennaio 2006  | CSS                 |
| 236370 -         | 2006 BE275               | 26 gennaio 2006  | Mount Lemmon Survey |
| 236371 -         | 2006 BD277               | 30 gennaio 2006  | Spacewatch          |
| 236372 -         | 2006 BW278               | 26 gennaio 2006  | Spacewatch          |
| 236373 -         | 2006 BY280               | 23 gennaio 2006  | Spacewatch          |
| 236374 -         | 2006 CO1                 | 1 febbraio 2006  | Spacewatch          |
| 236375 -         | 2006 CT6                 | 1 febbraio 2006  | Mount Lemmon Survey |
| 236376 -         | 2006 CB16                | 1 febbraio 2006  | Spacewatch          |
| 236377 -         | 2006 CR18                | 1 febbraio 2006  | Mount Lemmon Survey |
| 236378 -         | 2006 CD23                | 1 febbraio 2006  | Spacewatch          |
| 236379 -         | 2006 CL29                | 2 febbraio 2006  | Spacewatch          |
| 236380 -         | 2006 CJ62                | 6 febbraio 2006  | CSS                 |
| 236381 -         | 2006 CR65                | 6 febbraio 2006  | Mount Lemmon Survey |
| 236382 -         | 2006 CZ65                | 6 febbraio 2006  | Spacewatch          |
| 236383 -         | 2006 DH5                 | 20 febbraio 2006 | CSS                 |
| 236384 -         | 2006 DH14                | 22 febbraio 2006 | CSS                 |
| 236385 -         | 2006 DO14                | 23 febbraio 2006 | Trentman, R.        |
| 236386 -         | 2006 DF16                | 20 febbraio 2006 | Spacewatch          |
| 236387 -         | 2006 DV20                | 20 febbraio 2006 | CSS                 |
| 236388 -         | 2006 DK27                | 20 febbraio 2006 | Spacewatch          |
| 236389 -         | 2006 DZ29                | 20 febbraio 2006 | Spacewatch          |
| 236390 -         | 2006 DA32                | 20 febbraio 2006 | Mount Lemmon Survey |
| 236391 -         | 2006 DK35                | 20 febbraio 2006 | Mount Lemmon Survey |
| 236392 -         | 2006 DP36                | 20 febbraio 2006 | Mount Lemmon Survey |
| 236393 -         | 2006 DH37                | 20 febbraio 2006 | Spacewatch          |
| 236394 -         | 2006 DE38                | 21 febbraio 2006 | LONEOS              |
| 236395 -         | 2006 DE39                | 21 febbraio 2006 | Mount Lemmon Survey |
| 236396 -         | 2006 DV43                | 20 febbraio 2006 | Spacewatch          |
| 236397 -         | 2006 DD52                | 24 febbraio 2006 | CSS                 |
| 236398 -         | 2006 DZ58                | 24 febbraio 2006 | Spacewatch          |
| 236399 -         | 2006 DM59                | 24 febbraio 2006 | Mount Lemmon Survey |
| 236400 -         | 2006 DH60                | 24 febbraio 2006 | Spacewatch          |

## 236401-236500
| Nome             | Designazione provvisoria | Data di scoperta | Scopritore            |
| ---------------- | ------------------------ | ---------------- | --------------------- |
| 236401 -         | 2006 DW61                | 21 febbraio 2006 | CSS                   |
| 236402 -         | 2006 DY61                | 22 febbraio 2006 | LONEOS                |
| 236403 -         | 2006 DS64                | 20 febbraio 2006 | CSS                   |
| 236404 -         | 2006 DU64                | 20 febbraio 2006 | CSS                   |
| 236405 -         | 2006 DF68                | 22 febbraio 2006 | LINEAR                |
| 236406 -         | 2006 DH73                | 22 febbraio 2006 | Mount Lemmon Survey   |
| 236407 -         | 2006 DC74                | 23 febbraio 2006 | Spacewatch            |
| 236408 -         | 2006 DH74                | 23 febbraio 2006 | LONEOS                |
| 236409 -         | 2006 DC80                | 24 febbraio 2006 | Spacewatch            |
| 236410 -         | 2006 DG80                | 24 febbraio 2006 | Spacewatch            |
| 236411 -         | 2006 DU80                | 24 febbraio 2006 | Spacewatch            |
| 236412 -         | 2006 DN84                | 24 febbraio 2006 | Spacewatch            |
| 236413 -         | 2006 DC85                | 24 febbraio 2006 | Spacewatch            |
| 236414 -         | 2006 DG90                | 24 febbraio 2006 | Spacewatch            |
| 236415 -         | 2006 DP91                | 24 febbraio 2006 | Spacewatch            |
| 236416 -         | 2006 DO92                | 24 febbraio 2006 | Spacewatch            |
| 236417 -         | 2006 DA93                | 24 febbraio 2006 | Spacewatch            |
| 236418 -         | 2006 DR93                | 24 febbraio 2006 | Spacewatch            |
| 236419 -         | 2006 DH94                | 24 febbraio 2006 | Spacewatch            |
| 236420 -         | 2006 DM96                | 24 febbraio 2006 | Spacewatch            |
| 236421 -         | 2006 DU96                | 24 febbraio 2006 | Spacewatch            |
| 236422 -         | 2006 DC97                | 24 febbraio 2006 | Mount Lemmon Survey   |
| 236423 -         | 2006 DW101               | 25 febbraio 2006 | Spacewatch            |
| 236424 -         | 2006 DO102               | 25 febbraio 2006 | Mount Lemmon Survey   |
| 236425 -         | 2006 DF103               | 25 febbraio 2006 | Mount Lemmon Survey   |
| 236426 -         | 2006 DS114               | 27 febbraio 2006 | Spacewatch            |
| 236427 -         | 2006 DX115               | 27 febbraio 2006 | Spacewatch            |
| 236428 -         | 2006 DZ115               | 27 febbraio 2006 | Spacewatch            |
| 236429 -         | 2006 DJ119               | 20 febbraio 2006 | LINEAR                |
| 236430 -         | 2006 DB122               | 22 febbraio 2006 | CSS                   |
| 236431 -         | 2006 DM126               | 25 febbraio 2006 | Spacewatch            |
| 236432 -         | 2006 DF132               | 25 febbraio 2006 | Spacewatch            |
| 236433 -         | 2006 DG135               | 25 febbraio 2006 | Mount Lemmon Survey   |
| 236434 -         | 2006 DX140               | 25 febbraio 2006 | Spacewatch            |
| 236435 -         | 2006 DH155               | 25 febbraio 2006 | Spacewatch            |
| 236436 -         | 2006 DQ155               | 25 febbraio 2006 | Spacewatch            |
| 236437 -         | 2006 DJ166               | 27 febbraio 2006 | Spacewatch            |
| 236438 -         | 2006 DC174               | 27 febbraio 2006 | Spacewatch            |
| 236439 -         | 2006 DW174               | 27 febbraio 2006 | Spacewatch            |
| 236440 -         | 2006 DL188               | 27 febbraio 2006 | Spacewatch            |
| 236441 -         | 2006 DB197               | 24 febbraio 2006 | CSS                   |
| 236442 -         | 2006 DD199               | 23 febbraio 2006 | LONEOS                |
| 236443 -         | 2006 DO200               | 24 febbraio 2006 | CSS                   |
| 236444 -         | 2006 DA204               | 24 febbraio 2006 | CSS                   |
| 236445 -         | 2006 DC207               | 25 febbraio 2006 | Mount Lemmon Survey   |
| 236446 -         | 2006 DZ207               | 25 febbraio 2006 | Spacewatch            |
| 236447 -         | 2006 DC208               | 25 febbraio 2006 | Spacewatch            |
| 236448 -         | 2006 DY211               | 24 febbraio 2006 | Spacewatch            |
| 236449 -         | 2006 DV215               | 25 febbraio 2006 | Spacewatch            |
| 236450 -         | 2006 EH6                 | 2 marzo 2006     | Spacewatch            |
| 236451 -         | 2006 EX10                | 2 marzo 2006     | Spacewatch            |
| 236452 -         | 2006 EA19                | 2 marzo 2006     | Mount Lemmon Survey   |
| 236453 -         | 2006 EW21                | 3 marzo 2006     | Spacewatch            |
| 236454 -         | 2006 ED22                | 3 marzo 2006     | Spacewatch            |
| 236455 -         | 2006 ES32                | 3 marzo 2006     | Mount Lemmon Survey   |
| 236456 -         | 2006 EC52                | 4 marzo 2006     | Mount Lemmon Survey   |
| 236457 -         | 2006 EZ56                | 5 marzo 2006     | Spacewatch            |
| 236458 -         | 2006 EM57                | 5 marzo 2006     | Spacewatch            |
| 236459 -         | 2006 EF58                | 5 marzo 2006     | Spacewatch            |
| 236460 -         | 2006 EY64                | 5 marzo 2006     | Spacewatch            |
| 236461 -         | 2006 EP66                | 6 marzo 2006     | Spacewatch            |
| 236462 -         | 2006 ER72                | 5 marzo 2006     | Spacewatch            |
| 236463 Bretécher | 2006 FF                  | 18 marzo 2006    | Merlin, J.-C.         |
| 236464 -         | 2006 FQ                  | 22 marzo 2006    | CSS                   |
| 236465 -         | 2006 FO1                 | 21 marzo 2006    | Mount Lemmon Survey   |
| 236466 -         | 2006 FQ1                 | 21 marzo 2006    | Mount Lemmon Survey   |
| 236467 -         | 2006 FB7                 | 23 marzo 2006    | Spacewatch            |
| 236468 -         | 2006 FY7                 | 23 marzo 2006    | Spacewatch            |
| 236469 -         | 2006 FF8                 | 23 marzo 2006    | Mount Lemmon Survey   |
| 236470 -         | 2006 FE11                | 23 marzo 2006    | Spacewatch            |
| 236471 -         | 2006 FF11                | 23 marzo 2006    | Spacewatch            |
| 236472 -         | 2006 FS14                | 23 marzo 2006    | Spacewatch            |
| 236473 -         | 2006 FO18                | 23 marzo 2006    | Spacewatch            |
| 236474 -         | 2006 FK19                | 23 marzo 2006    | Mount Lemmon Survey   |
| 236475 -         | 2006 FT20                | 24 marzo 2006    | Bickel, W.            |
| 236476 -         | 2006 FX22                | 24 marzo 2006    | Spacewatch            |
| 236477 -         | 2006 FO23                | 24 marzo 2006    | Spacewatch            |
| 236478 -         | 2006 FL26                | 24 marzo 2006    | Mount Lemmon Survey   |
| 236479 -         | 2006 FU32                | 25 marzo 2006    | Spacewatch            |
| 236480 -         | 2006 FC33                | 25 marzo 2006    | Mount Lemmon Survey   |
| 236481 -         | 2006 FM34                | 24 marzo 2006    | CSS                   |
| 236482 -         | 2006 FO34                | 24 marzo 2006    | Siding Spring Survey  |
| 236483 -         | 2006 FW34                | 25 marzo 2006    | NEAT                  |
| 236484 Luchijen  | 2006 FQ35                | 28 marzo 2006    | Lin, H.-C., Ye, Q.-z. |
| 236485 -         | 2006 FK36                | 25 marzo 2006    | Mount Lemmon Survey   |
| 236486 -         | 2006 FS36                | 21 marzo 2006    | LINEAR                |
| 236487 -         | 2006 FR40                | 26 marzo 2006    | Spacewatch            |
| 236488 -         | 2006 FY40                | 26 marzo 2006    | Spacewatch            |
| 236489 -         | 2006 FO44                | 23 marzo 2006    | Spacewatch            |
| 236490 -         | 2006 FP54                | 26 marzo 2006    | Mount Lemmon Survey   |
| 236491 -         | 2006 GE2                 | 2 aprile 2006    | Broughton, J.         |
| 236492 -         | 2006 GG3                 | 7 aprile 2006    | Rinner, C.            |
| 236493 -         | 2006 GF12                | 2 aprile 2006    | Spacewatch            |
| 236494 -         | 2006 GJ12                | 2 aprile 2006    | Spacewatch            |
| 236495 -         | 2006 GJ14                | 2 aprile 2006    | Spacewatch            |
| 236496 -         | 2006 GB19                | 2 aprile 2006    | Spacewatch            |
| 236497 -         | 2006 GU20                | 2 aprile 2006    | Spacewatch            |
| 236498 -         | 2006 GX20                | 2 aprile 2006    | Spacewatch            |
| 236499 -         | 2006 GP21                | 2 aprile 2006    | Mount Lemmon Survey   |
| 236500 -         | 2006 GA23                | 2 aprile 2006    | Spacewatch            |

## 236501-236600
| Nome     | Designazione provvisoria | Data di scoperta | Scopritore           |
| -------- | ------------------------ | ---------------- | -------------------- |
| 236501 - | 2006 GT26                | 2 aprile 2006    | Spacewatch           |
| 236502 - | 2006 GR28                | 2 aprile 2006    | Spacewatch           |
| 236503 - | 2006 GO30                | 2 aprile 2006    | Mount Lemmon Survey  |
| 236504 - | 2006 GC31                | 2 aprile 2006    | Spacewatch           |
| 236505 - | 2006 GQ34                | 7 aprile 2006    | CSS                  |
| 236506 - | 2006 GS36                | 8 aprile 2006    | Spacewatch           |
| 236507 - | 2006 GU36                | 8 aprile 2006    | Spacewatch           |
| 236508 - | 2006 GO38                | 4 aprile 2006    | Crni Vrh             |
| 236509 - | 2006 GK41                | 7 aprile 2006    | CSS                  |
| 236510 - | 2006 GA43                | 13 aprile 2006   | NEAT                 |
| 236511 - | 2006 GL45                | 7 aprile 2006    | Spacewatch           |
| 236512 - | 2006 GL46                | 8 aprile 2006    | Spacewatch           |
| 236513 - | 2006 GE47                | 9 aprile 2006    | Spacewatch           |
| 236514 - | 2006 GB48                | 9 aprile 2006    | Spacewatch           |
| 236515 - | 2006 GF48                | 9 aprile 2006    | Spacewatch           |
| 236516 - | 2006 GR48                | 9 aprile 2006    | Spacewatch           |
| 236517 - | 2006 GH49                | 2 aprile 2006    | CSS                  |
| 236518 - | 2006 GL50                | 9 aprile 2006    | CSS                  |
| 236519 - | 2006 GV52                | 8 aprile 2006    | LONEOS               |
| 236520 - | 2006 HA3                 | 18 aprile 2006   | Spacewatch           |
| 236521 - | 2006 HG3                 | 18 aprile 2006   | Spacewatch           |
| 236522 - | 2006 HQ4                 | 19 aprile 2006   | LONEOS               |
| 236523 - | 2006 HA5                 | 19 aprile 2006   | Mount Lemmon Survey  |
| 236524 - | 2006 HT5                 | 19 aprile 2006   | Spacewatch           |
| 236525 - | 2006 HS9                 | 19 aprile 2006   | Spacewatch           |
| 236526 - | 2006 HE11                | 19 aprile 2006   | Spacewatch           |
| 236527 - | 2006 HP11                | 19 aprile 2006   | Spacewatch           |
| 236528 - | 2006 HV12                | 19 aprile 2006   | Spacewatch           |
| 236529 - | 2006 HL13                | 19 aprile 2006   | NEAT                 |
| 236530 - | 2006 HF16                | 20 aprile 2006   | Spacewatch           |
| 236531 - | 2006 HK19                | 18 aprile 2006   | Spacewatch           |
| 236532 - | 2006 HV25                | 20 aprile 2006   | Spacewatch           |
| 236533 - | 2006 HB26                | 20 aprile 2006   | Spacewatch           |
| 236534 - | 2006 HD29                | 21 aprile 2006   | CSS                  |
| 236535 - | 2006 HM30                | 20 aprile 2006   | CSS                  |
| 236536 - | 2006 HR34                | 19 aprile 2006   | CSS                  |
| 236537 - | 2006 HH35                | 19 aprile 2006   | Mount Lemmon Survey  |
| 236538 - | 2006 HB38                | 21 aprile 2006   | Spacewatch           |
| 236539 - | 2006 HU38                | 21 aprile 2006   | Spacewatch           |
| 236540 - | 2006 HW38                | 21 aprile 2006   | Spacewatch           |
| 236541 - | 2006 HN42                | 23 aprile 2006   | LINEAR               |
| 236542 - | 2006 HM43                | 24 aprile 2006   | Mount Lemmon Survey  |
| 236543 - | 2006 HK45                | 25 aprile 2006   | Spacewatch           |
| 236544 - | 2006 HH46                | 25 aprile 2006   | CSS                  |
| 236545 - | 2006 HD47                | 20 aprile 2006   | Spacewatch           |
| 236546 - | 2006 HG47                | 21 aprile 2006   | CSS                  |
| 236547 - | 2006 HH47                | 21 aprile 2006   | CSS                  |
| 236548 - | 2006 HW48                | 24 aprile 2006   | LONEOS               |
| 236549 - | 2006 HD51                | 24 aprile 2006   | Broughton, J.        |
| 236550 - | 2006 HP51                | 26 aprile 2006   | Broughton, J.        |
| 236551 - | 2006 HT52                | 18 aprile 2006   | CSS                  |
| 236552 - | 2006 HA55                | 21 aprile 2006   | CSS                  |
| 236553 - | 2006 HU58                | 21 aprile 2006   | CSS                  |
| 236554 - | 2006 HX58                | 21 aprile 2006   | Siding Spring Survey |
| 236555 - | 2006 HK59                | 21 aprile 2006   | Siding Spring Survey |
| 236556 - | 2006 HV59                | 24 aprile 2006   | LONEOS               |
| 236557 - | 2006 HB64                | 24 aprile 2006   | Spacewatch           |
| 236558 - | 2006 HH66                | 24 aprile 2006   | Spacewatch           |
| 236559 - | 2006 HZ68                | 24 aprile 2006   | Mount Lemmon Survey  |
| 236560 - | 2006 HO69                | 24 aprile 2006   | LONEOS               |
| 236561 - | 2006 HZ74                | 25 aprile 2006   | CSS                  |
| 236562 - | 2006 HD75                | 25 aprile 2006   | Spacewatch           |
| 236563 - | 2006 HL78                | 26 aprile 2006   | Mount Lemmon Survey  |
| 236564 - | 2006 HB80                | 26 aprile 2006   | Spacewatch           |
| 236565 - | 2006 HB81                | 26 aprile 2006   | Spacewatch           |
| 236566 - | 2006 HZ83                | 26 aprile 2006   | Spacewatch           |
| 236567 - | 2006 HB86                | 27 aprile 2006   | Spacewatch           |
| 236568 - | 2006 HQ86                | 27 aprile 2006   | LINEAR               |
| 236569 - | 2006 HS88                | 30 aprile 2006   | Spacewatch           |
| 236570 - | 2006 HJ89                | 20 aprile 2006   | LONEOS               |
| 236571 - | 2006 HV91                | 29 aprile 2006   | Spacewatch           |
| 236572 - | 2006 HK92                | 29 aprile 2006   | Spacewatch           |
| 236573 - | 2006 HS92                | 29 aprile 2006   | Spacewatch           |
| 236574 - | 2006 HG93                | 29 aprile 2006   | Spacewatch           |
| 236575 - | 2006 HS95                | 30 aprile 2006   | Spacewatch           |
| 236576 - | 2006 HL96                | 30 aprile 2006   | Spacewatch           |
| 236577 - | 2006 HV99                | 30 aprile 2006   | Spacewatch           |
| 236578 - | 2006 HW99                | 30 aprile 2006   | Spacewatch           |
| 236579 - | 2006 HE101               | 30 aprile 2006   | Spacewatch           |
| 236580 - | 2006 HR101               | 30 aprile 2006   | Spacewatch           |
| 236581 - | 2006 HL104               | 30 aprile 2006   | Spacewatch           |
| 236582 - | 2006 HT104               | 19 aprile 2006   | LONEOS               |
| 236583 - | 2006 HX105               | 29 aprile 2006   | Siding Spring Survey |
| 236584 - | 2006 HB106               | 30 aprile 2006   | Spacewatch           |
| 236585 - | 2006 HR111               | 29 aprile 2006   | Siding Spring Survey |
| 236586 - | 2006 HQ117               | 29 aprile 2006   | Spacewatch           |
| 236587 - | 2006 HT119               | 30 aprile 2006   | Spacewatch           |
| 236588 - | 2006 HV120               | 30 aprile 2006   | Spacewatch           |
| 236589 - | 2006 HO121               | 30 aprile 2006   | Spacewatch           |
| 236590 - | 2006 HV121               | 30 aprile 2006   | CSS                  |
| 236591 - | 2006 HW121               | 30 aprile 2006   | CSS                  |
| 236592 - | 2006 HB128               | 29 aprile 2006   | Siding Spring Survey |
| 236593 - | 2006 HD151               | 26 aprile 2006   | Spacewatch           |
| 236594 - | 2006 JS4                 | 2 maggio 2006    | Mount Lemmon Survey  |
| 236595 - | 2006 JX4                 | 2 maggio 2006    | Mount Lemmon Survey  |
| 236596 - | 2006 JN5                 | 3 maggio 2006    | Mount Lemmon Survey  |
| 236597 - | 2006 JB6                 | 2 maggio 2006    | Nyukasa              |
| 236598 - | 2006 JT7                 | 1 maggio 2006    | Spacewatch           |
| 236599 - | 2006 JZ12                | 1 maggio 2006    | Spacewatch           |
| 236600 - | 2006 JF16                | 2 maggio 2006    | Mount Lemmon Survey  |

## 236601-236700
| Nome             | Designazione provvisoria | Data di scoperta  | Scopritore            |
| ---------------- | ------------------------ | ----------------- | --------------------- |
| 236601 -         | 2006 JZ16                | 2 maggio 2006     | Spacewatch            |
| 236602 -         | 2006 JM17                | 2 maggio 2006     | Mount Lemmon Survey   |
| 236603 -         | 2006 JM18                | 2 maggio 2006     | Mount Lemmon Survey   |
| 236604 -         | 2006 JT18                | 2 maggio 2006     | Mount Lemmon Survey   |
| 236605 -         | 2006 JM28                | 3 maggio 2006     | Spacewatch            |
| 236606 -         | 2006 JA29                | 3 maggio 2006     | Spacewatch            |
| 236607 -         | 2006 JP35                | 4 maggio 2006     | Spacewatch            |
| 236608 -         | 2006 JH39                | 6 maggio 2006     | Mount Lemmon Survey   |
| 236609 -         | 2006 JK40                | 7 maggio 2006     | Mount Lemmon Survey   |
| 236610 -         | 2006 JL42                | 2 maggio 2006     | Spacewatch            |
| 236611 -         | 2006 JQ42                | 2 maggio 2006     | Spacewatch            |
| 236612 -         | 2006 JL44                | 6 maggio 2006     | Spacewatch            |
| 236613 -         | 2006 JW44                | 7 maggio 2006     | Mount Lemmon Survey   |
| 236614 -         | 2006 JA46                | 9 maggio 2006     | Mount Lemmon Survey   |
| 236615 -         | 2006 JB48                | 5 maggio 2006     | Spacewatch            |
| 236616 Gray      | 2006 JR61                | 1 maggio 2006     | Wiegert, P. A.        |
| 236617 Loriglaze | 2006 JL63                | 1 maggio 2006     | Buie, M. W.           |
| 236618 -         | 2006 JX79                | 8 maggio 2006     | Mount Lemmon Survey   |
| 236619 -         | 2006 KD                  | 16 maggio 2006    | NEAT                  |
| 236620 -         | 2006 KZ                  | 18 maggio 2006    | NEAT                  |
| 236621 -         | 2006 KX1                 | 21 maggio 2006    | Broughton, J.         |
| 236622 -         | 2006 KA2                 | 17 maggio 2006    | NEAT                  |
| 236623 -         | 2006 KF2                 | 17 maggio 2006    | Siding Spring Survey  |
| 236624 -         | 2006 KR6                 | 19 maggio 2006    | Mount Lemmon Survey   |
| 236625 -         | 2006 KT9                 | 19 maggio 2006    | CSS                   |
| 236626 -         | 2006 KD11                | 19 maggio 2006    | Mount Lemmon Survey   |
| 236627 -         | 2006 KU11                | 19 maggio 2006    | NEAT                  |
| 236628 -         | 2006 KF15                | 20 maggio 2006    | CSS                   |
| 236629 -         | 2006 KB19                | 21 maggio 2006    | Spacewatch            |
| 236630 -         | 2006 KY19                | 18 maggio 2006    | NEAT                  |
| 236631 -         | 2006 KY20                | 20 maggio 2006    | CSS                   |
| 236632 -         | 2006 KG21                | 21 maggio 2006    | Mount Lemmon Survey   |
| 236633 -         | 2006 KS23                | 18 maggio 2006    | CSS                   |
| 236634 -         | 2006 KM32                | 20 maggio 2006    | Spacewatch            |
| 236635 -         | 2006 KS33                | 20 maggio 2006    | Spacewatch            |
| 236636 -         | 2006 KC35                | 20 maggio 2006    | Spacewatch            |
| 236637 -         | 2006 KK38                | 20 maggio 2006    | CSS                   |
| 236638 -         | 2006 KQ38                | 24 maggio 2006    | Jarnac                |
| 236639 -         | 2006 KJ39                | 18 maggio 2006    | Siding Spring Survey  |
| 236640 -         | 2006 KL39                | 20 maggio 2006    | LONEOS                |
| 236641 -         | 2006 KQ40                | 19 maggio 2006    | Mount Lemmon Survey   |
| 236642 -         | 2006 KQ42                | 20 maggio 2006    | Spacewatch            |
| 236643 -         | 2006 KC46                | 21 maggio 2006    | Mount Lemmon Survey   |
| 236644 -         | 2006 KM50                | 21 maggio 2006    | Spacewatch            |
| 236645 -         | 2006 KG51                | 21 maggio 2006    | Mount Lemmon Survey   |
| 236646 -         | 2006 KW61                | 22 maggio 2006    | Spacewatch            |
| 236647 -         | 2006 KX61                | 22 maggio 2006    | Spacewatch            |
| 236648 -         | 2006 KE71                | 22 maggio 2006    | Spacewatch            |
| 236649 -         | 2006 KJ73                | 23 maggio 2006    | Spacewatch            |
| 236650 -         | 2006 KM76                | 24 maggio 2006    | Mount Lemmon Survey   |
| 236651 -         | 2006 KK81                | 25 maggio 2006    | NEAT                  |
| 236652 -         | 2006 KH85                | 19 maggio 2006    | LONEOS                |
| 236653 -         | 2006 KN99                | 27 maggio 2006    | CSS                   |
| 236654 -         | 2006 KV99                | 29 maggio 2006    | LINEAR                |
| 236655 -         | 2006 KL104               | 26 maggio 2006    | Mount Lemmon Survey   |
| 236656 -         | 2006 KH113               | 19 maggio 2006    | CSS                   |
| 236657 -         | 2006 KU114               | 28 maggio 2006    | Siding Spring Survey  |
| 236658 -         | 2006 KH116               | 29 maggio 2006    | Spacewatch            |
| 236659 -         | 2006 KZ116               | 29 maggio 2006    | Spacewatch            |
| 236660 -         | 2006 KQ117               | 31 maggio 2006    | Mount Lemmon Survey   |
| 236661 -         | 2006 KW123               | 24 maggio 2006    | LONEOS                |
| 236662 -         | 2006 LJ                  | 1 giugno 2006     | Broughton, J.         |
| 236663 -         | 2006 LN2                 | 4 giugno 2006     | LINEAR                |
| 236664 -         | 2006 LB6                 | 3 giugno 2006     | Mount Lemmon Survey   |
| 236665 -         | 2006 MJ1                 | 17 giugno 2006    | Spacewatch            |
| 236666 -         | 2006 MJ7                 | 18 giugno 2006    | Spacewatch            |
| 236667 -         | 2006 OG16                | 29 luglio 2006    | Broughton, J.         |
| 236668 -         | 2006 PJ                  | 3 agosto 2006     | Ferrando, R.          |
| 236669 -         | 2006 PD1                 | 14 agosto 2006    | Hönig, S. F.          |
| 236670 -         | 2006 PA23                | 7 agosto 2006     | Siding Spring Survey  |
| 236671 -         | 2006 PQ32                | 15 agosto 2006    | Siding Spring Survey  |
| 236672 -         | 2006 PK35                | 12 agosto 2006    | NEAT                  |
| 236673 -         | 2006 QC3                 | 17 agosto 2006    | NEAT                  |
| 236674 -         | 2006 QA5                 | 19 agosto 2006    | Spacewatch            |
| 236675 -         | 2006 QN26                | 19 agosto 2006    | Spacewatch            |
| 236676 -         | 2006 QN29                | 16 agosto 2006    | Siding Spring Survey  |
| 236677 -         | 2006 QB33                | 22 agosto 2006    | NEAT                  |
| 236678 -         | 2006 QY44                | 19 agosto 2006    | NEAT                  |
| 236679 -         | 2006 QB60                | 19 agosto 2006    | NEAT                  |
| 236680 -         | 2006 QH64                | 26 agosto 2006    | LINEAR                |
| 236681 -         | 2006 QA100               | 24 agosto 2006    | LINEAR                |
| 236682 -         | 2006 QU104               | 28 agosto 2006    | LINEAR                |
| 236683 Hujingyao | 2006 QE111               | 28 agosto 2006    | Lin, H.-C., Ye, Q.-z. |
| 236684 -         | 2006 QZ134               | 27 agosto 2006    | LONEOS                |
| 236685 -         | 2006 RX30                | 15 settembre 2006 | LINEAR                |
| 236686 -         | 2006 RG91                | 15 settembre 2006 | Spacewatch            |
| 236687 -         | 2006 SK42                | 18 settembre 2006 | CSS                   |
| 236688 -         | 2006 SF65                | 16 settembre 2006 | Spacewatch            |
| 236689 -         | 2006 ST79                | 17 settembre 2006 | CSS                   |
| 236690 -         | 2006 SC186               | 25 settembre 2006 | Mount Lemmon Survey   |
| 236691 -         | 2006 SK240               | 26 settembre 2006 | Spacewatch            |
| 236692 -         | 2006 SS291               | 19 settembre 2006 | Siding Spring Survey  |
| 236693 -         | 2006 UM22                | 16 ottobre 2006   | Mount Lemmon Survey   |
| 236694 -         | 2006 UB65                | 16 ottobre 2006   | Spacewatch            |
| 236695 -         | 2006 WY178               | 24 novembre 2006  | CSS                   |
| 236696 -         | 2007 DE53                | 19 febbraio 2007  | Mount Lemmon Survey   |
| 236697 -         | 2007 DH56                | 21 febbraio 2007  | Mount Lemmon Survey   |
| 236698 -         | 2007 DF72                | 21 febbraio 2007  | Spacewatch            |
| 236699 -         | 2007 EN9                 | 9 marzo 2007      | NEAT                  |
| 236700 -         | 2007 EO28                | 9 marzo 2007      | NEAT                  |

## 236701-236800
| Nome                 | Designazione provvisoria | Data di scoperta | Scopritore              |
| -------------------- | ------------------------ | ---------------- | ----------------------- |
| 236701 -             | 2007 EH38                | 11 marzo 2007    | Mount Lemmon Survey     |
| 236702 -             | 2007 EG48                | 9 marzo 2007     | Spacewatch              |
| 236703 -             | 2007 EL48                | 9 marzo 2007     | Spacewatch              |
| 236704 -             | 2007 EM118               | 13 marzo 2007    | Mount Lemmon Survey     |
| 236705 -             | 2007 ES124               | 14 marzo 2007    | CSS                     |
| 236706 -             | 2007 EL169               | 13 marzo 2007    | Spacewatch              |
| 236707 -             | 2007 EK181               | 14 marzo 2007    | Spacewatch              |
| 236708 -             | 2007 EA198               | 15 marzo 2007    | Spacewatch              |
| 236709 -             | 2007 EG198               | 15 marzo 2007    | Mount Lemmon Survey     |
| 236710 -             | 2007 EC213               | 14 marzo 2007    | Siding Spring Survey    |
| 236711 -             | 2007 FS                  | 16 marzo 2007    | LONEOS                  |
| 236712 -             | 2007 FO7                 | 16 marzo 2007    | Mount Lemmon Survey     |
| 236713 -             | 2007 FE15                | 16 marzo 2007    | Spacewatch              |
| 236714 -             | 2007 FJ22                | 20 marzo 2007    | Spacewatch              |
| 236715 -             | 2007 FL31                | 20 marzo 2007    | Spacewatch              |
| 236716 -             | 2007 FV42                | 20 marzo 2007    | CSS                     |
| 236717 -             | 2007 GL8                 | 7 aprile 2007    | Mount Lemmon Survey     |
| 236718 -             | 2007 GO8                 | 7 aprile 2007    | Mount Lemmon Survey     |
| 236719 -             | 2007 GP19                | 11 aprile 2007   | Spacewatch              |
| 236720 -             | 2007 GO20                | 11 aprile 2007   | Mount Lemmon Survey     |
| 236721 -             | 2007 GC22                | 11 aprile 2007   | Mount Lemmon Survey     |
| 236722 -             | 2007 GE27                | 14 aprile 2007   | Spacewatch              |
| 236723 -             | 2007 GW45                | 14 aprile 2007   | Spacewatch              |
| 236724 -             | 2007 GL48                | 14 aprile 2007   | Spacewatch              |
| 236725 -             | 2007 GA65                | 15 aprile 2007   | Spacewatch              |
| 236726 -             | 2007 GP72                | 15 aprile 2007   | Mount Lemmon Survey     |
| 236727 -             | 2007 HN3                 | 16 aprile 2007   | LINEAR                  |
| 236728 Leandri       | 2007 HP14                | 19 aprile 2007   | Christophe, B.          |
| 236729 -             | 2007 HZ18                | 17 aprile 2007   | LONEOS                  |
| 236730 -             | 2007 HQ27                | 18 aprile 2007   | Spacewatch              |
| 236731 -             | 2007 HZ32                | 19 aprile 2007   | Mount Lemmon Survey     |
| 236732 -             | 2007 HK51                | 20 aprile 2007   | Spacewatch              |
| 236733 -             | 2007 HY76                | 23 aprile 2007   | Spacewatch              |
| 236734 -             | 2007 HZ88                | 22 aprile 2007   | Spacewatch              |
| 236735 -             | 2007 HB89                | 22 aprile 2007   | Spacewatch              |
| 236736 -             | 2007 JO9                 | 9 maggio 2007    | CSS                     |
| 236737 -             | 2007 JC18                | 8 maggio 2007    | Spacewatch              |
| 236738 -             | 2007 JD23                | 7 maggio 2007    | Spacewatch              |
| 236739 -             | 2007 JZ24                | 9 maggio 2007    | Mount Lemmon Survey     |
| 236740 -             | 2007 JL27                | 9 maggio 2007    | Spacewatch              |
| 236741 -             | 2007 JF29                | 10 maggio 2007   | Mount Lemmon Survey     |
| 236742 -             | 2007 JF32                | 12 maggio 2007   | Mount Lemmon Survey     |
| 236743 Zhejiangdaxue | 2007 JU34                | 7 maggio 2007    | Ye, Q.-Z., Shih, C.-Y.  |
| 236744 -             | 2007 JZ41                | 14 maggio 2007   | Siding Spring Survey    |
| 236745 -             | 2007 KS8                 | 25 maggio 2007   | CSS                     |
| 236746 Chareslindos  | 2007 LP                  | 8 giugno 2007    | Casulli, V. S.          |
| 236747 -             | 2007 LR3                 | 8 giugno 2007    | Spacewatch              |
| 236748 -             | 2007 LF4                 | 8 giugno 2007    | Spacewatch              |
| 236749 -             | 2007 LF26                | 14 giugno 2007   | Spacewatch              |
| 236750 -             | 2007 LJ26                | 14 giugno 2007   | Spacewatch              |
| 236751 -             | 2007 LU32                | 14 giugno 2007   | Spacewatch              |
| 236752 -             | 2007 LL36                | 10 giugno 2007   | Spacewatch              |
| 236753 -             | 2007 MJ                  | 16 giugno 2007   | Hönig, S. F., Teamo, N. |
| 236754 -             | 2007 MP1                 | 16 giugno 2007   | Spacewatch              |
| 236755 -             | 2007 MY9                 | 20 giugno 2007   | Spacewatch              |
| 236756 -             | 2007 MF21                | 21 giugno 2007   | Mount Lemmon Survey     |
| 236757 -             | 2007 MB23                | 22 giugno 2007   | Spacewatch              |
| 236758 -             | 2007 NC3                 | 14 luglio 2007   | Hönig, S. F., Teamo, N. |
| 236759 -             | 2007 NE4                 | 10 luglio 2007   | Siding Spring Survey    |
| 236760 -             | 2007 NF4                 | 10 luglio 2007   | Siding Spring Survey    |
| 236761 -             | 2007 NN4                 | 14 luglio 2007   | Crni Vrh                |
| 236762 -             | 2007 NT5                 | 15 luglio 2007   | Siding Spring Survey    |
| 236763 -             | 2007 OD1                 | 16 luglio 2007   | LINEAR                  |
| 236764 -             | 2007 OJ1                 | 19 luglio 2007   | OAM                     |
| 236765 -             | 2007 OA2                 | 19 luglio 2007   | OAM                     |
| 236766 -             | 2007 OB3                 | 20 luglio 2007   | Broughton, J.           |
| 236767 -             | 2007 OP5                 | 21 luglio 2007   | LUSS                    |
| 236768 -             | 2007 OJ6                 | 18 luglio 2007   | Broughton, J.           |
| 236769 -             | 2007 OR6                 | 21 luglio 2007   | Broughton, J.           |
| 236770 -             | 2007 ON7                 | 25 luglio 2007   | Chante-Perdrix          |
| 236771 -             | 2007 PU                  | 4 agosto 2007    | Broughton, J.           |
| 236772 -             | 2007 PP2                 | 6 agosto 2007    | LUSS                    |
| 236773 -             | 2007 PD5                 | 5 agosto 2007    | LINEAR                  |
| 236774 -             | 2007 PE5                 | 5 agosto 2007    | LINEAR                  |
| 236775 -             | 2007 PG5                 | 5 agosto 2007    | LINEAR                  |
| 236776 -             | 2007 PH10                | 9 agosto 2007    | LINEAR                  |
| 236777 -             | 2007 PL10                | 9 agosto 2007    | LINEAR                  |
| 236778 -             | 2007 PP10                | 9 agosto 2007    | LINEAR                  |
| 236779 -             | 2007 PX11                | 8 agosto 2007    | LINEAR                  |
| 236780 -             | 2007 PY11                | 9 agosto 2007    | Spacewatch              |
| 236781 -             | 2007 PG15                | 8 agosto 2007    | LINEAR                  |
| 236782 -             | 2007 PD16                | 8 agosto 2007    | LINEAR                  |
| 236783 -             | 2007 PD20                | 9 agosto 2007    | LINEAR                  |
| 236784 Livorno       | 2007 PU27                | 12 agosto 2007   | Tesi, L., Mazzucato, M. |
| 236785 Hilendàrski   | 2007 PN29                | 15 agosto 2007   | Fratev, F.              |
| 236786 -             | 2007 PN32                | 8 agosto 2007    | LINEAR                  |
| 236787 -             | 2007 PG33                | 10 agosto 2007   | Spacewatch              |
| 236788 Nanxinda      | 2007 PM35                | 9 agosto 2007    | PMO Neo Survey Program  |
| 236789 -             | 2007 PY35                | 12 agosto 2007   | LINEAR                  |
| 236790 -             | 2007 PW38                | 15 agosto 2007   | LINEAR                  |
| 236791 -             | 2007 PU39                | 13 agosto 2007   | LINEAR                  |
| 236792 -             | 2007 PS40                | 9 agosto 2007    | LINEAR                  |
| 236793 -             | 2007 PW41                | 6 agosto 2007    | LUSS                    |
| 236794 -             | 2007 PZ41                | 9 agosto 2007    | LINEAR                  |
| 236795 -             | 2007 PQ42                | 9 agosto 2007    | Spacewatch              |
| 236796 -             | 2007 PC44                | 13 agosto 2007   | LINEAR                  |
| 236797 -             | 2007 PE50                | 11 agosto 2007   | LINEAR                  |
| 236798 -             | 2007 PG50                | 12 agosto 2007   | LINEAR                  |
| 236799 -             | 2007 PO50                | 10 agosto 2007   | Spacewatch              |
| 236800 Broder        | 2007 QU3                 | 24 agosto 2007   | Apitzsch, R.            |

## 236801-236900
| Nome                  | Designazione provvisoria | Data di scoperta  | Scopritore              |
| --------------------- | ------------------------ | ----------------- | ----------------------- |
| 236801 -              | 2007 QC4                 | 16 agosto 2007    | LINEAR                  |
| 236802 -              | 2007 QT7                 | 21 agosto 2007    | LONEOS                  |
| 236803 -              | 2007 QZ7                 | 21 agosto 2007    | LONEOS                  |
| 236804 -              | 2007 QY8                 | 22 agosto 2007    | LINEAR                  |
| 236805 -              | 2007 QP10                | 23 agosto 2007    | Spacewatch              |
| 236806 -              | 2007 RC2                 | 4 settembre 2007  | Healy, D.               |
| 236807 -              | 2007 RH9                 | 2 settembre 2007  | Sárneczky, K., Kiss, L. |
| 236808 -              | 2007 RX12                | 11 settembre 2007 | Ory, M.                 |
| 236809 -              | 2007 RW13                | 4 settembre 2007  | OAM                     |
| 236810 Rutten         | 2007 RH14                | 9 settembre 2007  | Apitzsch, R.            |
| 236811 Natascharenate | 2007 RE16                | 12 settembre 2007 | Gierlinger, R.          |
| 236812 -              | 2007 RS19                | 14 settembre 2007 | Stevens, B. L.          |
| 236813 -              | 2007 RX20                | 3 settembre 2007  | CSS                     |
| 236814 -              | 2007 RL21                | 3 settembre 2007  | CSS                     |
| 236815 -              | 2007 RY21                | 3 settembre 2007  | CSS                     |
| 236816 -              | 2007 RV25                | 4 settembre 2007  | Mount Lemmon Survey     |
| 236817 -              | 2007 RC28                | 4 settembre 2007  | CSS                     |
| 236818 -              | 2007 RA33                | 5 settembre 2007  | CSS                     |
| 236819 -              | 2007 RC33                | 5 settembre 2007  | LONEOS                  |
| 236820 -              | 2007 RK33                | 5 settembre 2007  | CSS                     |
| 236821 -              | 2007 RU38                | 8 settembre 2007  | LONEOS                  |
| 236822 -              | 2007 RW38                | 8 settembre 2007  | LONEOS                  |
| 236823 -              | 2007 RV42                | 9 settembre 2007  | Spacewatch              |
| 236824 -              | 2007 RQ47                | 9 settembre 2007  | Mount Lemmon Survey     |
| 236825 -              | 2007 RS52                | 9 settembre 2007  | Spacewatch              |
| 236826 -              | 2007 RS53                | 9 settembre 2007  | Spacewatch              |
| 236827 -              | 2007 RN59                | 10 settembre 2007 | Spacewatch              |
| 236828 -              | 2007 RO61                | 10 settembre 2007 | Mount Lemmon Survey     |
| 236829 -              | 2007 RM63                | 10 settembre 2007 | Mount Lemmon Survey     |
| 236830 -              | 2007 RL67                | 10 settembre 2007 | Mount Lemmon Survey     |
| 236831 -              | 2007 RE68                | 10 settembre 2007 | Spacewatch              |
| 236832 -              | 2007 RA78                | 10 settembre 2007 | Mount Lemmon Survey     |
| 236833 -              | 2007 RB78                | 10 settembre 2007 | Mount Lemmon Survey     |
| 236834 -              | 2007 RH78                | 10 settembre 2007 | Mount Lemmon Survey     |
| 236835 -              | 2007 RA79                | 10 settembre 2007 | Mount Lemmon Survey     |
| 236836 -              | 2007 RE79                | 10 settembre 2007 | Mount Lemmon Survey     |
| 236837 -              | 2007 RG79                | 10 settembre 2007 | Mount Lemmon Survey     |
| 236838 -              | 2007 RG80                | 10 settembre 2007 | Mount Lemmon Survey     |
| 236839 -              | 2007 RN91                | 10 settembre 2007 | Mount Lemmon Survey     |
| 236840 -              | 2007 RX95                | 10 settembre 2007 | Spacewatch              |
| 236841 -              | 2007 RO96                | 10 settembre 2007 | Spacewatch              |
| 236842 -              | 2007 RF99                | 11 settembre 2007 | Spacewatch              |
| 236843 -              | 2007 RB112               | 11 settembre 2007 | Mount Lemmon Survey     |
| 236844 -              | 2007 RD116               | 11 settembre 2007 | Spacewatch              |
| 236845 Houxianglin    | 2007 RZ118               | 11 settembre 2007 | PMO Neo Survey Program  |
| 236846 -              | 2007 RW129               | 12 settembre 2007 | Mount Lemmon Survey     |
| 236847 -              | 2007 RJ136               | 14 settembre 2007 | Mount Lemmon Survey     |
| 236848 -              | 2007 RV137               | 14 settembre 2007 | LONEOS                  |
| 236849 -              | 2007 RK138               | 14 settembre 2007 | LUSS                    |
| 236850 -              | 2007 RV138               | 15 settembre 2007 | LUSS                    |
| 236851 Chenchikwan    | 2007 RA139               | 15 settembre 2007 | Lin, C.-S., Ye, Q.-z.   |
| 236852 -              | 2007 RV140               | 13 settembre 2007 | LINEAR                  |
| 236853 -              | 2007 RJ142               | 13 settembre 2007 | LINEAR                  |
| 236854 -              | 2007 RZ142               | 14 settembre 2007 | LINEAR                  |
| 236855 -              | 2007 RQ143               | 14 settembre 2007 | LINEAR                  |
| 236856 -              | 2007 RB157               | 11 settembre 2007 | Mount Lemmon Survey     |
| 236857 -              | 2007 RM158               | 12 settembre 2007 | CSS                     |
| 236858 -              | 2007 RM180               | 11 settembre 2007 | CSS                     |
| 236859 -              | 2007 RD182               | 12 settembre 2007 | Mount Lemmon Survey     |
| 236860 -              | 2007 RE187               | 13 settembre 2007 | Mount Lemmon Survey     |
| 236861 -              | 2007 RC188               | 8 settembre 2007  | Bickel, W.              |
| 236862 -              | 2007 RG189               | 10 settembre 2007 | Spacewatch              |
| 236863 -              | 2007 RD206               | 10 settembre 2007 | Mount Lemmon Survey     |
| 236864 -              | 2007 RK209               | 10 settembre 2007 | Spacewatch              |
| 236865 -              | 2007 RA211               | 11 settembre 2007 | Spacewatch              |
| 236866 -              | 2007 RR216               | 13 settembre 2007 | CSS                     |
| 236867 -              | 2007 RK223               | 8 settembre 2007  | LONEOS                  |
| 236868 -              | 2007 RG226               | 10 settembre 2007 | Spacewatch              |
| 236869 -              | 2007 RQ227               | 10 settembre 2007 | Mount Lemmon Survey     |
| 236870 -              | 2007 RB242               | 14 settembre 2007 | LINEAR                  |
| 236871 -              | 2007 RP242               | 15 settembre 2007 | LINEAR                  |
| 236872 -              | 2007 RR253               | 14 settembre 2007 | Spacewatch              |
| 236873 -              | 2007 RA262               | 14 settembre 2007 | Spacewatch              |
| 236874 -              | 2007 RT263               | 15 settembre 2007 | LONEOS                  |
| 236875 -              | 2007 RQ277               | 5 settembre 2007  | CSS                     |
| 236876 -              | 2007 RD280               | 11 settembre 2007 | Siding Spring Survey    |
| 236877 -              | 2007 RH281               | 13 settembre 2007 | CSS                     |
| 236878 -              | 2007 RJ283               | 11 settembre 2007 | CSS                     |
| 236879 -              | 2007 RU285               | 14 settembre 2007 | CSS                     |
| 236880 -              | 2007 RQ286               | 4 settembre 2007  | Mount Lemmon Survey     |
| 236881 -              | 2007 RL288               | 12 settembre 2007 | CSS                     |
| 236882 -              | 2007 RN291               | 12 settembre 2007 | Spacewatch              |
| 236883 -              | 2007 RS301               | 14 settembre 2007 | Mount Lemmon Survey     |
| 236884 -              | 2007 SD2                 | 19 settembre 2007 | Chante-Perdrix          |
| 236885 -              | 2007 SZ2                 | 16 settembre 2007 | LINEAR                  |
| 236886 -              | 2007 SR3                 | 16 settembre 2007 | LINEAR                  |
| 236887 -              | 2007 SP5                 | 19 settembre 2007 | LINEAR                  |
| 236888 -              | 2007 SQ5                 | 19 settembre 2007 | LINEAR                  |
| 236889 -              | 2007 SU5                 | 19 settembre 2007 | LINEAR                  |
| 236890 -              | 2007 SY11                | 22 settembre 2007 | Crni Vrh                |
| 236891 -              | 2007 SO12                | 18 settembre 2007 | CSS                     |
| 236892 -              | 2007 TJ7                 | 7 ottobre 2007    | Ferrando, R.            |
| 236893 -              | 2007 TT9                 | 6 ottobre 2007    | LINEAR                  |
| 236894 -              | 2007 TN14                | 7 ottobre 2007    | Ries, W.                |
| 236895 -              | 2007 TZ16                | 7 ottobre 2007    | Calvin College          |
| 236896 -              | 2007 TH17                | 7 ottobre 2007    | Calvin College          |
| 236897 -              | 2007 TU17                | 7 ottobre 2007    | Chante-Perdrix          |
| 236898 -              | 2007 TF21                | 9 ottobre 2007    | Chante-Perdrix          |
| 236899 -              | 2007 TF30                | 4 ottobre 2007    | Spacewatch              |
| 236900 -              | 2007 TB31                | 4 ottobre 2007    | Spacewatch              |

## 236901-237000
| Nome              | Designazione provvisoria | Data di scoperta | Scopritore           |
| ----------------- | ------------------------ | ---------------- | -------------------- |
| 236901 -          | 2007 TX31                | 5 ottobre 2007   | Siding Spring Survey |
| 236902 -          | 2007 TK32                | 6 ottobre 2007   | Spacewatch           |
| 236903 -          | 2007 TR54                | 4 ottobre 2007   | Spacewatch           |
| 236904 -          | 2007 TF55                | 4 ottobre 2007   | Spacewatch           |
| 236905 -          | 2007 TK65                | 7 ottobre 2007   | Mount Lemmon Survey  |
| 236906 -          | 2007 TN65                | 7 ottobre 2007   | Mount Lemmon Survey  |
| 236907 -          | 2007 TR67                | 8 ottobre 2007   | Tucker, R. A.        |
| 236908 -          | 2007 TO92                | 5 ottobre 2007   | Spacewatch           |
| 236909 Jakoberwin | 2007 TX95                | 7 ottobre 2007   | Gierlinger, R.       |
| 236910 -          | 2007 TP97                | 8 ottobre 2007   | LONEOS               |
| 236911 -          | 2007 TX99                | 8 ottobre 2007   | Spacewatch           |
| 236912 -          | 2007 TE108               | 7 ottobre 2007   | Mount Lemmon Survey  |
| 236913 -          | 2007 TJ111               | 8 ottobre 2007   | CSS                  |
| 236914 -          | 2007 TJ120               | 9 ottobre 2007   | LUSS                 |
| 236915 -          | 2007 TL124               | 6 ottobre 2007   | Spacewatch           |
| 236916 -          | 2007 TT124               | 6 ottobre 2007   | Spacewatch           |
| 236917 -          | 2007 TT137               | 8 ottobre 2007   | CSS                  |
| 236918 -          | 2007 TM142               | 13 ottobre 2007  | Chante-Perdrix       |
| 236919 -          | 2007 TT144               | 6 ottobre 2007   | LINEAR               |
| 236920 -          | 2007 TO145               | 6 ottobre 2007   | LINEAR               |
| 236921 -          | 2007 TE146               | 6 ottobre 2007   | LINEAR               |
| 236922 -          | 2007 TA154               | 9 ottobre 2007   | LINEAR               |
| 236923 -          | 2007 TJ155               | 9 ottobre 2007   | LINEAR               |
| 236924 -          | 2007 TS160               | 9 ottobre 2007   | LINEAR               |
| 236925 -          | 2007 TH165               | 11 ottobre 2007  | LINEAR               |
| 236926 -          | 2007 TP189               | 4 ottobre 2007   | Mount Lemmon Survey  |
| 236927 -          | 2007 TC194               | 7 ottobre 2007   | CSS                  |
| 236928 -          | 2007 TW194               | 7 ottobre 2007   | Mount Lemmon Survey  |
| 236929 -          | 2007 TN205               | 9 ottobre 2007   | Mount Lemmon Survey  |
| 236930 -          | 2007 TS207               | 10 ottobre 2007  | Mount Lemmon Survey  |
| 236931 -          | 2007 TF209               | 11 ottobre 2007  | CSS                  |
| 236932 -          | 2007 TM210               | 6 ottobre 2007   | Spacewatch           |
| 236933 -          | 2007 TF219               | 8 ottobre 2007   | Mount Lemmon Survey  |
| 236934 -          | 2007 TE233               | 8 ottobre 2007   | Spacewatch           |
| 236935 -          | 2007 TE254               | 8 ottobre 2007   | Mount Lemmon Survey  |
| 236936 -          | 2007 TK263               | 10 ottobre 2007  | Spacewatch           |
| 236937 -          | 2007 TF275               | 11 ottobre 2007  | CSS                  |
| 236938 -          | 2007 TC281               | 7 ottobre 2007   | Mount Lemmon Survey  |
| 236939 -          | 2007 TQ287               | 11 ottobre 2007  | CSS                  |
| 236940 -          | 2007 TK291               | 13 ottobre 2007  | CSS                  |
| 236941 -          | 2007 TM297               | 11 ottobre 2007  | Mount Lemmon Survey  |
| 236942 -          | 2007 TD322               | 10 ottobre 2007  | LUSS                 |
| 236943 -          | 2007 TB332               | 11 ottobre 2007  | Spacewatch           |
| 236944 -          | 2007 TA353               | 8 ottobre 2007   | Mount Lemmon Survey  |
| 236945 -          | 2007 TE353               | 8 ottobre 2007   | Mount Lemmon Survey  |
| 236946 -          | 2007 TL365               | 9 ottobre 2007   | Mount Lemmon Survey  |
| 236947 -          | 2007 TO374               | 15 ottobre 2007  | Spacewatch           |
| 236948 -          | 2007 TP385               | 15 ottobre 2007  | CSS                  |
| 236949 -          | 2007 TZ399               | 15 ottobre 2007  | Spacewatch           |
| 236950 -          | 2007 TF411               | 13 ottobre 2007  | CSS                  |
| 236951 -          | 2007 TD419               | 10 ottobre 2007  | CSS                  |
| 236952 -          | 2007 UW9                 | 17 ottobre 2007  | LONEOS               |
| 236953 -          | 2007 UF14                | 16 ottobre 2007  | Spacewatch           |
| 236954 -          | 2007 UP21                | 16 ottobre 2007  | Spacewatch           |
| 236955 -          | 2007 UG23                | 16 ottobre 2007  | Spacewatch           |
| 236956 -          | 2007 UN26                | 16 ottobre 2007  | Mount Lemmon Survey  |
| 236957 -          | 2007 UF34                | 17 ottobre 2007  | LONEOS               |
| 236958 -          | 2007 UT38                | 20 ottobre 2007  | CSS                  |
| 236959 -          | 2007 US59                | 30 ottobre 2007  | Mount Lemmon Survey  |
| 236960 -          | 2007 UX74                | 31 ottobre 2007  | Mount Lemmon Survey  |
| 236961 -          | 2007 UU98                | 30 ottobre 2007  | Spacewatch           |
| 236962 -          | 2007 UD99                | 30 ottobre 2007  | Spacewatch           |
| 236963 -          | 2007 UF105               | 30 ottobre 2007  | Spacewatch           |
| 236964 -          | 2007 UX118               | 31 ottobre 2007  | Spacewatch           |
| 236965 -          | 2007 VZ73                | 3 novembre 2007  | Spacewatch           |
| 236966 -          | 2007 VO89                | 4 novembre 2007  | LINEAR               |
| 236967 -          | 2007 VG114               | 3 novembre 2007  | Spacewatch           |
| 236968 -          | 2007 VD180               | 7 novembre 2007  | Mount Lemmon Survey  |
| 236969 -          | 2007 VU234               | 9 novembre 2007  | Spacewatch           |
| 236970 -          | 2007 XB3                 | 3 dicembre 2007  | CSS                  |
| 236971 -          | 2007 XC18                | 12 dicembre 2007 | Birtwhistle, P.      |
| 236972 -          | 2008 AV3                 | 5 gennaio 2008   | BATTeRS              |
| 236973 -          | 2008 CK157               | 9 febbraio 2008  | CSS                  |
| 236974 -          | 2008 EK137               | 11 marzo 2008    | Spacewatch           |
| 236975 -          | 2008 HG22                | 26 aprile 2008   | Spacewatch           |
| 236976 -          | 2008 JA15                | 6 maggio 2008    | Kugel, F.            |
| 236977 -          | 2008 ND5                 | 10 luglio 2008   | Siding Spring Survey |
| 236978 -          | 2008 OG3                 | 27 luglio 2008   | BATTeRS              |
| 236979 -          | 2008 OQ7                 | 29 luglio 2008   | Mount Lemmon Survey  |
| 236980 -          | 2008 OT9                 | 31 luglio 2008   | OAM                  |
| 236981 -          | 2008 OG12                | 27 luglio 2008   | OAM                  |
| 236982 -          | 2008 OY12                | 29 luglio 2008   | OAM                  |
| 236983 -          | 2008 OJ25                | 30 luglio 2008   | Spacewatch           |
| 236984 Astier     | 2008 PP21                | 4 agosto 2008    | Sogorb, P.           |
| 236985 -          | 2008 PA22                | 4 agosto 2008    | OAM                  |
| 236986 -          | 2008 QU9                 | 26 agosto 2008   | OAM                  |
| 236987 Deustua    | 2008 QX9                 | 26 agosto 2008   | OAM                  |
| 236988 Robberto   | 2008 QE12                | 25 agosto 2008   | OAM                  |
| 236989 -          | 2008 QW44                | 24 agosto 2008   | LINEAR               |
| 236990 -          | 2008 QH46                | 24 agosto 2008   | LINEAR               |
| 236991 -          | 2008 RM4                 | 2 settembre 2008 | Spacewatch           |
| 236992 -          | 2008 RF9                 | 3 settembre 2008 | Spacewatch           |
| 236993 -          | 2008 RC10                | 3 settembre 2008 | Spacewatch           |
| 236994 -          | 2008 RT10                | 3 settembre 2008 | Spacewatch           |
| 236995 -          | 2008 RW15                | 4 settembre 2008 | Spacewatch           |
| 236996 -          | 2008 RB23                | 4 settembre 2008 | LINEAR               |
| 236997 -          | 2008 RE24                | 5 settembre 2008 | LINEAR               |
| 236998 -          | 2008 RG35                | 2 settembre 2008 | Spacewatch           |
| 236999 -          | 2008 RQ39                | 2 settembre 2008 | Spacewatch           |
| 237000 -          | 2008 RM41                | 2 settembre 2008 | Spacewatch           |